# Provincia Transduriana
La Transduriana Provincia fue una división territorial efímera, posiblemente una provincia romana, que ha salido a la luz a partir de la publicación de un texto hallado en el Bierzo (el Bronce de Bembibre o también llamado edicto del Bierzo). Su nombre alude a más allá del Duero, y parte de sus límites son especulables. Debió de constituirse tempranamente en la organización romana de la península ibérica, probablemente en el año 22 a. C. (época de Augusto), para fundirse pocos años después con la Tarraconensis o primero con la Lusitania y luego con la Tarraconensis. Si esto fue así, debió de ser una provincia muy militarizada y ausente de capital fija. Tal pensamiento es factible debido a la extensión temporal de las guerras cántabras y al movimiento de tropas que tuvo lugar inmendiatamente después. Todo ello debió de obligar a crear gobiernos transitorios.

## Hipótesis a: Distrito
Otra hipótesis plausible es que el epíteto provincia fuese una licencia idiomática para definir distritos en el norte de España, anteriores al término de las guerras cántabras, que luego formaron parte indivisible de la Tarraconensis o se administraron de otra manera al descender el número de legiones afincadas en la región. Aunque muchos autores son parte de esta opinión, el hecho es que la Transduriana Provincia sobrevive en administraciones militares posteriores, argumento utilizado para rebatir la opinión de que nunca fue una verdadera provincia en el sentido más amplio de la palabra. 

## Hipótesis b: Provincia
Algunos defensores de la teoría provincial piensan que en el año 21 a. C. las tierras recientemente conquistadas durante las guerras cántabras (desde el río Duero hasta el mar Cantábrico) se unificaron en una provincia Transduriana bajo el mando militar de Lucio Sestio Quirinal Albiniano. Tal provincia debió de desaparecer con la nueva llegada de Augusto a estas tierras, entre los años 15 y 13 a. C., sin que fueran tocados sus límites por Agripa en el 19 a. C. Esta cronología no entra en conflicto con el edicto hallado en El Bierzo, el Orbis Pictus del Templo de Vipsana Pola ni los principales autores clásicos, pues en el primer caso la provincia aún se hallaría constituida y en el resto ya no.